# Flughafen Canberra

i7
i11
i13
Der Flughafen Canberra (englisch Canberra International Airport, IATA-Code: CBR, ICAO-Code: YSCB) ist der Flughafen der australischen Hauptstadt Canberra. Er liegt ungefähr fünf Kilometer östlich des Stadtzentrums im Stadtteil Pialligo, etwa auf halbem Weg nach Queanbeyan und ist Drehkreuz für Flüge nach Ost-Australien und bei Schlechtwetter auch Ersatzflughafen für Flüge nach Melbourne und Sydney. 
Der Flughafen ist in drei Sektoren unterteilt: Passagierterminal und allgemeine Luftfahrt auf der Westseite, ehemalige Luftwaffenbasis auf der Ostseite und Frachtterminal mit Gewerbezone auf der Nordseite. Er hat zwei Pisten.

## Geschichte

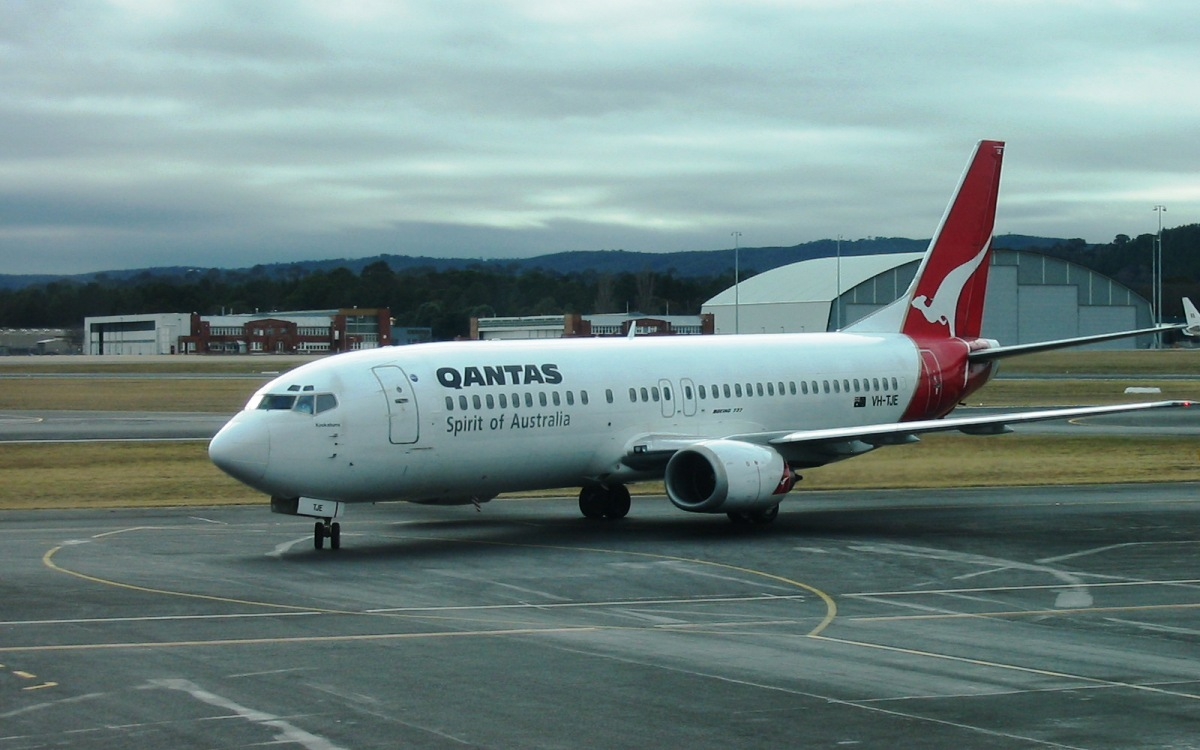
Passagiermaschine von Qantas Airways am Passagierterminal

Eine Landepiste befand sich seit Beginn der 1920er Jahre auf dem Gelände des heutigen Flughafens, nur wenige Jahre nachdem Canberra zur Hauptstadt bestimmt worden war. 1939 übernahm die Royal Australian Air Force (RAAF) das Gelände, wobei sie Teilflächen für die zivile Luftfahrt verpachtete. 1962 wurde der Flughafen in RAAF Base Fairbairn umbenannt. 1998 erfolgte der Verkauf des Geländes an das Unternehmen Capital Airport Group. 1998 wurde der Luftwaffenbereich wieder an das Verteidigungsministerium zurückverpachtet. Schließlich wurde die Luftwaffenbasis im Jahr 2003 geschlossen, gleichwohl blieb eine Staffel CL-604 dort stationiert.

## Unfälle
Am 13. August 1940 stürzte eine Lockheed Hudson der RAAF unmittelbar nach dem Start in einen Hügel östlich des Flughafens, wobei sechs Passagiere und vier Besatzungsmitglieder starben. Unter den Opfern waren der Kommandeur der Streitkräfte sowie drei Minister. Luftfahrtminister James Fairbairn war eines der Opfer und die Luftwaffenbasis wurde später nach ihm benannt. 
Am 7. Mai 2003 stürzte ein Hangar am VIP-Terminal ein. Zwölf Arbeiter starben, es entstand ferner Sachschaden an mehreren Pkw.

## Militärische Nutzung
Im nordöstlichen Bereich ist ein Teil des seinerzeit der Konversion zugeführten Areals an die Streitkräfte zurückverpachtet worden. Der einzige auf dem Defence Establishment Fairbairn stationierte fliegende Verband ist die 34. Squadron. Sie nutzt die CL-604 und im April 2018 traf eine erste von drei geleasten Falcon 7X in Canberra ein.

## Zivile Nutzung
Vier Fluggesellschaften starten von Canberra aus:
- Qantas – Adelaide, Brisbane, Melbourne, Perth, Sydney
- Qantas Link – Sydney
- Virgin Australia – Adelaide, Brisbane, Gold Coast, Melbourne, Sydney

Internationale Linienflüge gab es nur 2004 nach Fidschi. Hingegen fliegen einzelne Chartergesellschaften vor allem während der Urlaubszeit ins Ausland.